# Boscaler d'aiguamoll
El boscaler d'aiguamoll (Helopsaltes pryeri; syn: Locustella pryeri) és una espècie d'ocell de la família dels locustèl·lids (Locustellidae). Ocupa una àrea de distribució molt fragmentada a la Xina, el Japó, l'Extrem Orient Rus i l'est de Mongòlia. El seu hàbitat el conformen zones pantanoses de l'interior. Pateix la pèrdua d'hàbitat i el seu estat de conservació es considera gairebé amenaçat.

## Taxonomia
Segons la llista mundial d'ocells del Congrés Ornitològic Internacional (versió 13.2, agost 2023) aquest tàxon estaria classificat en el gènere Helopsaltes. Tanmateix, altres obres taxonòmiques, com el Handook of the Birds of the World i la quarta versió de la BirdLife International Checklist of the birds of the world (Desembre 2019), el classifiquen dins del gènere Locustella.